# 厄爾利 (愛荷華州)
厄爾利（英語：Early）是一個位於美國愛荷華州索克縣的城市。

## 地理
厄爾利的座標為42°27′43″N 95°09′05″W / 42.46194°N 95.15139°W，而該地的平均海拔高度為410米（即1345英尺）。

## 人口
根據2010年美國人口普查的數據，厄爾利的面積為1.01平方千米，當中陸地面積為1.01平方千米，而水域面積為0.00平方千米。當地共有人口557人，而人口密度為每平方千米551人。